# Prometor grandis
Prometor grandis is een lepelworm uit de familie Bonelliidae.
De wetenschappelijke naam van de soort werd in 1957 gepubliceerd door Zenkevitch.